# Drogden
Drogden är en farled i  den danska sidan av Öresund, väster om Saltholm och den konstgjorda ön Pepparholm och öster om Amager, 12 km sydost om Köpenhamn. Den passerar över Öresundstunneln, vars lägsta punkt är placerad just där. I farledens norra ända ligger fyren Nordre Røse och i den södra Drogdens fyr.
Maxdjup på fartyg som kan passera är 8,0 meter. Drogden är kraftigt trafikerad. Det passerar omkring 30 000 fartyg per år i farleden.